# ویسوکی خلومتس
ویسوکی خلومتس (به لاتین: Vysoký Chlumec) یک منطقهٔ مسکونی در جمهوری چک است که در شهرستان پرژیبرام واقع شده‌است.